# Illa dels Faisans

L'illa dels Faisans (en èuscar Konpantzia o Faisaien Uhartea/Irla, en castellà Isla de los Faisanes, en francès Île des Faisans, Île de la Conférence o Île de l'Hôpital) és una illa de vora 6820 m² que es troba al riu Bidasoa. Pot considerar-se un condomini espanyol-francès i els ajuntaments d'Irun i Hendaia la mantenen respectivament cada un durant 6 mesos l'any.

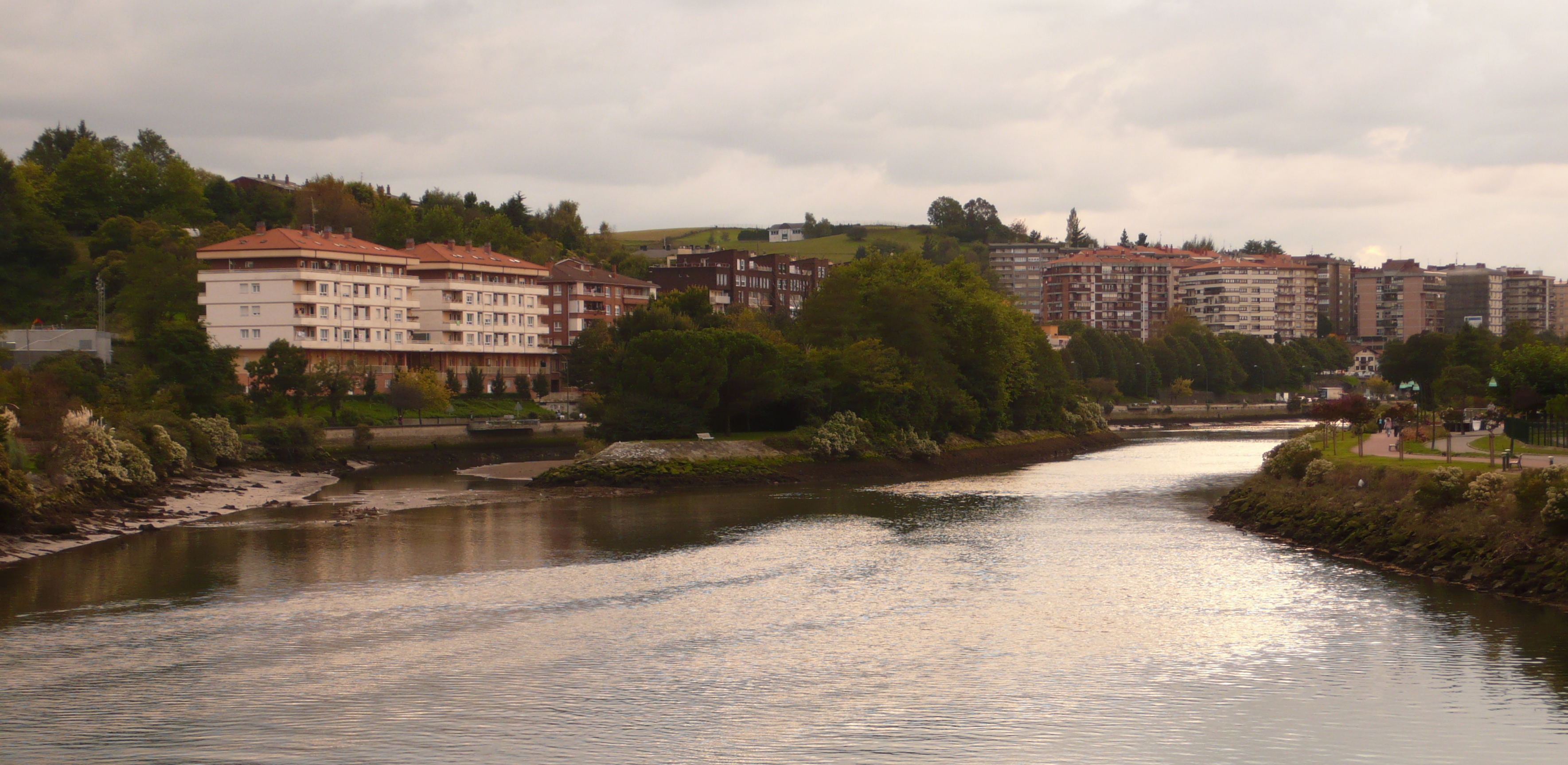
L'illa dels Faisans des del pont internacional sobre el riu Bidasoa. A l'esquerra, Irun; a la dreta, Hendaia

El fet històric més important ocorregut a l'illa fou la signatura del Tractat dels Pirineus el 1659, on fins i tot va construir-s'hi un pavelló especialment per a aquest esdeveniment. En l'actualitat hi ha un monòlit al centre de l'illa que ho recorda.